# Sint-Willibrorduskerk (Klein-Zundert)

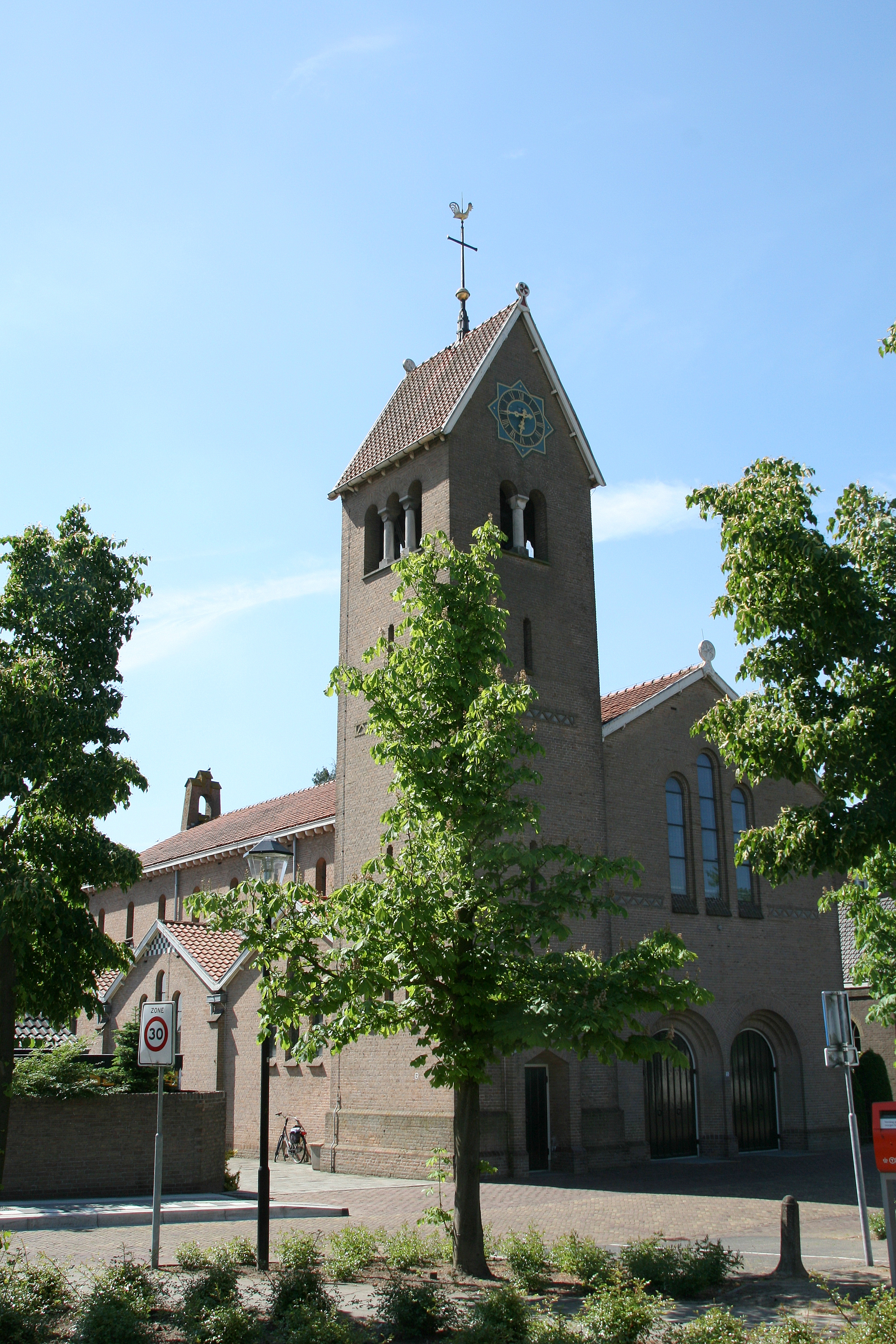
Foto uit 2011

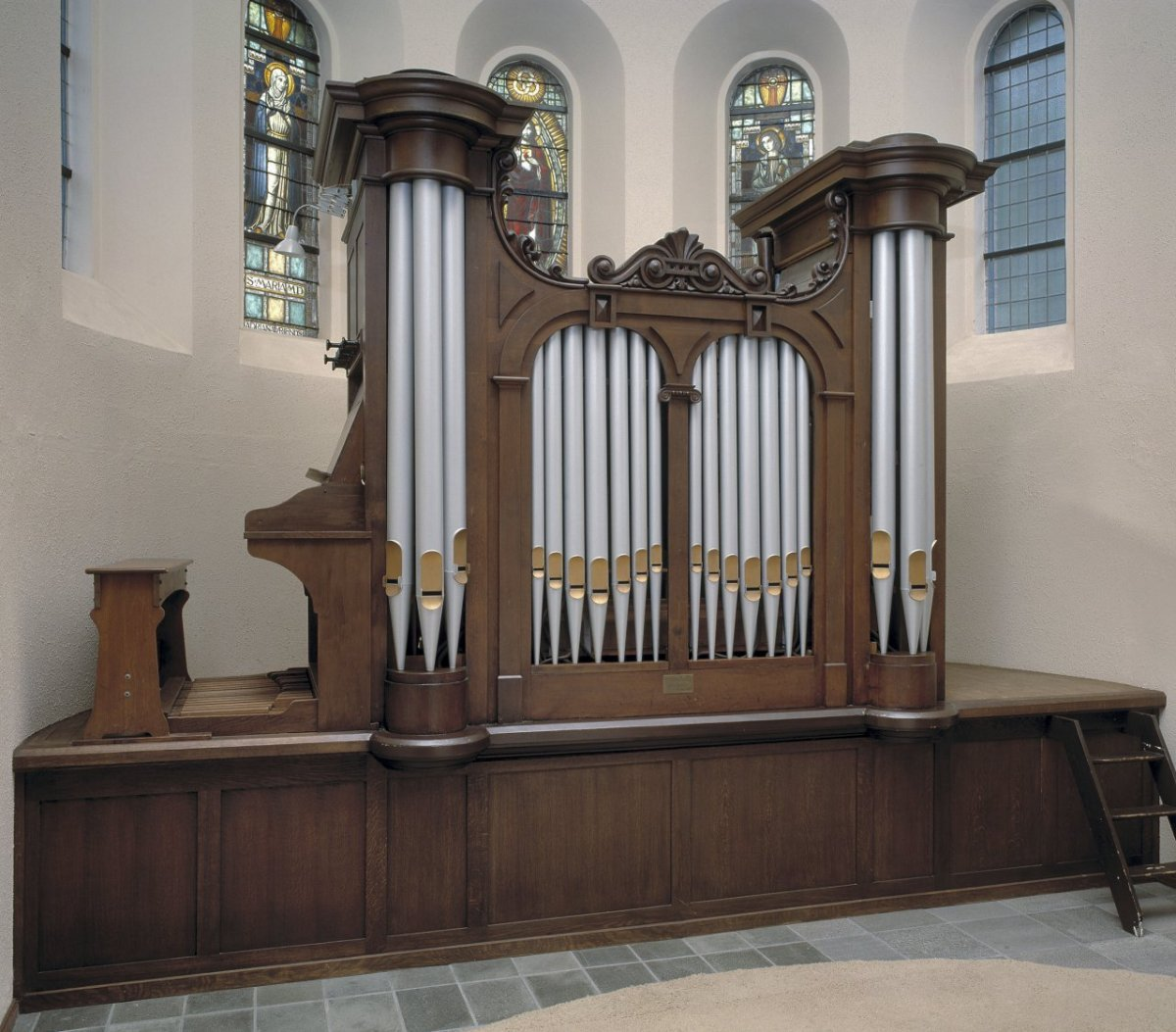
Orgel

De Sint-Willibrorduskerk is een rooms-katholieke kerk  aan de Klein Zundertseweg 7 in Klein-Zundert. De kerk uit  1911 in neoromaanse stijl is ontworpen door architect Jan Stuyt, in samenwerking met Joseph Cuypers. In deze kerk werd de reeds eerder gebouwde Sint-Antoniuskapel geïncorporeerd. De kerk is uitgevoerd in gele baksteen. De kerk is een rijksmonument en staat onder nummer 519318 ingeschreven in het rijksmonumentenregister.